# Фи (слово)
Фи (велико Φ, мало φ, грч. φι) 21. је слово модерног грчког алфабета. У грчком нумеричком систему има вредност 500. 
У српском језику слово фи се транскрибује као ф (Φωτωγραφία [фотографиа] - фотографија). Из њега је настало ћириличко слово Ф.
Велико слово Ф означава магнетни флукс, док мало слово φ представља вредност златног пресека φ=1,618.